# Blais (canton)
Pour les articles homonymes, voir Blais.
Blais est un canton canadien de l'est du Québec situé dans la région administrative du Bas-Saint-Laurent dans la vallée de la Matapédia.  Il fut proclamé officiellement le 27 septembre 1919.  Il couvre une superficie de 18 685 hectares.

## Toponymie
Le toponyme Blais est en l'honneur d'André-Albert Blais natif de Saint-Vallier de Bellechasse qui fut, entre autres, évêque de Rimouski.